# Lípa republiky (Veleslavín)
Lípa republiky ve Veleslavíně v Praze roste poblíž zastávky MHD Nádraží Veleslavín při Evropské ulici.

## Popis
Strom roste na parkově upraveném prostranství mezi kancelářskými budovami. Je lemován obrysem českých hranic vysypaným bílými kamínky a doplněn pamětní deskou s daty 1918 a 2018.

## Historie
Lípa svobody byla vysazena 14. září 2018 na připomínku 100. výročí vzniku Československé republiky. Zasadili ji zástupci radnice a občané Prahy 6. Ke kořenům radní uložili kovovou schránku s dopisy žáků základních škol Prahy 6, výtisky časopisů vycházejících na Praze 6, kalendář vydaný městskou částí k výročí republiky, vzkazy veteránů, skautů a občanů a další předměty. Stromu při odhalení požehnal svěcenou vodou otec Matúš Kocián.